# Вальверде, Мария
Мария Вальверде Родригес (исп. María Valverde Rodríguez; род. 24 марта 1987 года, Мадрид) — испанская актриса, известная ролями в фильмах «Мелисса: интимный дневник», «Три метра над уровнем неба», «Борджиа», «Слабость большевика» и др.

## Биография
Мария Вальверде родилась 24 марта 1987 года в Мадриде, в районе Карабанчель, в творческой семье. Почти все её близкие родные связаны с искусством: отец — художник; мать — по профессии скульптор, но работает медсестрой; дедушка — директор театра.
С детства Мария любила смотреть фильмы. Постоянно видя своих любимых актрис на экране, она тоже всегда мечтала стать актрисой и быть известной, как они. Учёбу в школе и колледже Мария старалась совмещать с обучением театральному искусству. Это ей удавалось, и уже в 10 лет она сыграла свою первую роль в спектакле.
Мечта Марии о карьере киноактрисы сбылась: в 2003 году в возрасте 16 лет она дебютировала и впервые стала известна, благодаря фильму «Слабость большевика» режиссёра Мануэля Мартина Куэнки. За свою главную роль в этом фильме, наряду с Луисом Тосаром, в 2004 году она получила премию Гойя как лучшая молодая актриса. Затем последовали роли ещё в двух испанских картинах — «Vorvik» и «Вне тела».
В 2005 году Марию пригласили в Италию на съёмки фильма «Мелисса: интимный дневник». В этой киноленте, снятой Лукой Гуаданьино по популярному и скандальному роману молодой итальянской писательницы Мелиссы Панарелло «Сто прикосновений (Дневник Мелиссы)», она исполнила главную роль — Мелиссы, подростка, начинающего свою сексуальную жизнь.
Ещё одной серьёзной работой актрисы стал фильм «Борджиа», снятый Антонио Эрнандесом, в котором она исполнила роль Лукреции Борджиа.

## Личная жизнь
С 2009 по 2014 год встречалась с Марио Касасом, с которым снялась в двух фильмах. В марте 2017 года вышла замуж за венесуэльского дирижёра Густаво Дудамеля.

## Фильмография
| Год  |   | Русское название                        | Оригинальное название       | Роль                      |
| ---- | - | --------------------------------------- | --------------------------- | ------------------------- |
| 2003 | ф | Слабость большевика                     | La flaqueza del bolchevique | Мария                     |
| 2003 | ф | Когда нас никто не замечает             | Cuando nadie nos mira       | Анна                      |
| 2004 | ф | Вне тела                                | Fuera del cuerpo            | Кука                      |
| 2005 | ф | Ворвик                                  | Vorvik                      | София                     |
| 2005 | ф | Мелисса: интимный дневник               | Melissa P.                  | Мелисса                   |
| 2006 | ф | Борджиа                                 | Los Borgia                  | Лукреция Борджиа          |
| 2006 | ф | Действительность в танцах               | Válido para un baile        | Девушка                   |
| 2007 | ф | Воры                                    | Ladrones                    | Воровка                   |
| 2007 | ф | Король горы                             | El rey de la montaña        | Биа                       |
| 2007 | ф | Человек из песка                        | El hombre de arena          | Лола                      |
| 2008 | ф | Жена анархиста                          | The Anarchist's Wife        | Мануэла                   |
| 2009 | ф | Трещины                                 | Cracks                      | Фиамма Коронна            |
| 2010 | ф | Три метра над уровнем неба              | Tres metros sobre el cielo  | Барбара " Баби " Алькасар |
| 2011 | ф | Мадрид 1987                             | Madrid 1987                 | Анхела                    |
| 2012 | ф | Три метра над уровнем неба. Я тебя хочу | Tengo ganas de ti           | Барбара " Баби " Алькасар |
| 2012 | ф | В холодную дверь                        | A puerta fría               | Инес                      |
| 2012 | с | Побег                                   | La fuga                     | Анна Серра                |
| 2013 | ф | Мул                                     | La mula                     | Кончита                   |
| 2013 | ф | Освободитель                            | Libertador                  | Мария Тереза Боливар      |
| 2014 | ф | Исход: Цари и боги                      | Exodus: Gods and Kings      | Сепфора                   |
| 2014 | ф | Загнанные лошади                        | Broken Horses               | Виттория                  |
| 2014 | ф | Ты и я                                  | Tú y yo                     | Лаура                     |
| 2014 | с | Братья                                  | Hermanos                    | Вирджинния Родригес       |
| 2015 | ф | Али и Нино (фильм)                      | Ali and Nino                | Нино                      |
| 2015 | ф | Сейчас или никогда                      | Ahora o nunca               | Ева                       |
| 2016 | ф | Герника                                 | Gernika                     | Тереза                    |
| 2016 | ф | Голем                                   | The Limehouse Golem         | Авелина Ортега            |
| 2016 | ф | Груз                                    | La carga                    | Элиза                     |
| 2016 | ф | Возвращение в Бургундию                 | Ce qui nous lie             | Алисия                    |
| 2017 | ф | Бездна                                  | Plonger                     | Пас                       |
| 2018 | ф | Галвестон                               | Galveston                   | Кармен                    |
| 2019 | ф | В паутине лжи                           | Araña                       | Инес                      |
| 2021 | ф | Дистанция спасения                      | Distancia de rescate        | Аманда                    |
| 2022 | ф | Мы были песнями                         | Fuimos canciones            | Мака                      |

## Премии и награды
- Премия Гойя

| Год  | Номинация                      | Фильм               | Результат  |
| ---- | ------------------------------ | ------------------- | ---------- |
| 2004 | Лучший женский актёрский дебют | Слабость большевика | Победитель |

- Международный кинофестиваль в Сан-Себастьяне